# Natasha Henstridge
Natasha Henstridge, född 15 augusti 1974 i Springdale på Newfoundland i Kanada, är en kanadensisk skådespelare och fotomodell. 
Henstridge växte upp i Fort McMurray, Alberta. 14 år gammal deltog hon i en modelltävling som hon vann och året efter reste hon till Paris för att sätta fart på modellkarriären. Väletablerad några år senare genom tidskriftsomslag och skönhetsprodukter för TV sökte hon till filmen. 
Filmdebuten skedde 1995 i Species, där hon spelade "Sil", och för rollen erhöll hon en MTV Movie Award för "Bästa kyss". Andra framträdande roller har hon bland annat haft i Oss torpeder emellan (2000) och Ghosts of Mars (2001).
År 2008 fick hon en Gemini Award för rollen i TV-miniserien Would Be Kings. En annan uppmärksammad TV-serie var The Secret Circle (2011), där hon spelade "Dawn Chamberlain".

## Filmografi i urval
- 1995 – Species
- 1996 – Maximum Risk
- 1996 – Adrenalin: Fear the Rush
- 1998 – South Park (TV-serie) (gäströstskådespelare)
- 1998 – Bela Donna
- 1998 – Dog Park
- 1998 – Species II
- 1999 – Caracara (TV-film)
- 2000 – Oss torpeder emellan
- 2000 – Tillbaka till kärleken
- 2000 – Second Skin
- 2000 – It Had To Be You
- 2001 – Ghosts of Mars
- 2001 – Kevin of the North
- 2002 – She Spies (TV-serie)
- 2002 – Steal
- 2004 – Species III (Video)
- 2004 – Oss torpeder emellan 2
- 2005 – Widow On The Hill (TV-film)
- 2008 – Eli Stone (TV-serie)
- 2008 – Deception
- 2011 – The Secret Circle (TV-serie)